# Istaveoni

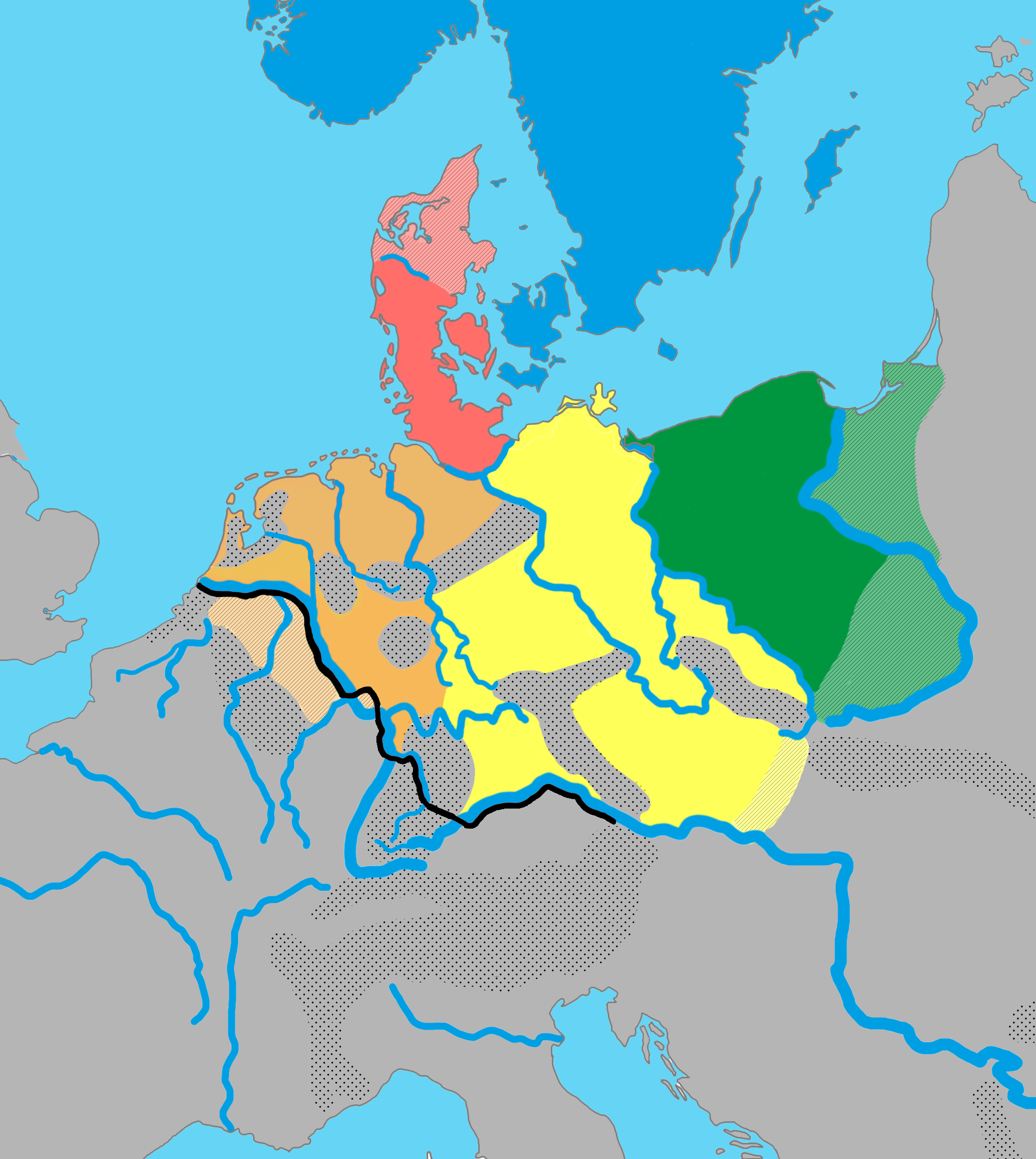
Možné rozdělení hlavních germánských nářečních skupin v Evropě v 1. století. Vyobrazení Jutska jako západogermánské oblasti je typické pro německou vědeckou tradici.:
Severogermánská
Severomořská (Ingvaeoni)
Rýnsko-vezerská (Istvaeoni)
Polabská (Herminoni)
Východogermánská

Istaveoni (také Istaevoni) byla skupina germánských kmenů žijících v dobách římské říše okolo břehů Rýna a která údajně sdílela společnou kulturu a původ (Rýnsko-veserští Germáni). Istaveoni byli v kontrastu se sousedními skupinami, Ingaevony na pobřeží Severního moře a Herminony, kteří žili ve vnitrozemí.
V lingvistice je termín “istvaeonské jazyky” také někdy používán v debatách o seskupení severozápadních západogermánských jazyků, skladající se z franštiny a jeho odvozeniny (hlavně stará holandština) stejně jako několik blízce příbuzných historických dialektů. Bez ohledu na to, zda Istaveoni hovořili germánskými jazyky podle moderních definic, teorie předpokládá, že jejich jazyk nepřímo ovlivnil pozdější germánské jazyky v této oblasti jako substrát.
Německý lingvista Friedrich Maurer (1898–1984) ve své knize „Nordgermanen und Alemannen“ použil termín Istvaeoni k označení neověřeného protojazyčného nebo dialektálního seskupení, předků starofranštiny, staroholandštiny a přinejmenším, že ovlivnili několik dialektů západní středoněmčiny.